# Rafael Salgado Castilla
Rafael Salgado Castilla, alias "Negro Bruno", fue un terrorista peruano perteneciente al Movimiento Revolucionario Túpac Amaru (MRTA), siendo el responsable operativo de los secuestros realizados por la organización subversiva.

## Biografía
Sociólogo, antes de involucrarse en el MRTA, Salgado Castilla era seguidor de la teología de la liberación. Se enroló dentro del MRTA tras aceptar la invitación de un dirigente estudiantil que había ayudado antes, siendo recibido dentro de la agrupación por Américo Gilvonio. Salgado fue el responsable operativo de las Fuerzas Especiales del MRTA, órgano encargado de los secuestros y extorsiones realizados por la organización subversiva. Participó en los secuestros de Héctor Delgado Parker y Víctor Macedonio de la Torre Romero. Fue responsable y partícipe del secuestro del empresario David Ballón en 1992, al cerrar el paso del vehículo de Ballón con la ambulancia que conducía. Ballón sería asesinado posteriormente tras estar recluido en una "cárcel del pueblo", estando implicado Salgado en aquel acto al dispararle dos balazos en la cabeza. Salgado fue el ejecutor del empresario español Fernando Manrique, a quien asesinó luego de secuestrarlo. El 17 de abril de 1993, Salgado fue detenido junto a su pareja Gladis Espinoza Gonzales por efectivos de la División de Investigación de Secuestros (DIVISE) de la policía en el marco del "Operativo Oriente" (que tenía por misión capturar a los secuestradores de Antonio Furukawa Obara). La operación se inició luego de que Salgado realizara una llamada extorsiva a la familia de Furukawa. Salgado intentó fugar pero fue capturado y luego conducido a las instalaciones de la DIVISE de la avenida España donde fue torturado. Falleció a causa de las lesiones de camino al Hospital de la Policía luego de que sus custodios solicitaran atención médica urgente.